# Sphaerium nyanzae
Sphaerium nyanzae е вид мида от семейство Sphaeriidae. Видът не е застрашен от изчезване.

## Разпространение
Разпространен е в Кения, Танзания и Уганда.